# Грачёв, Валерий Николаевич
Вале́рий Никола́евич Грачёв (род. 14 октября 1964, Красногорск, Московская область) — советский и российский игрок в хоккей с мячом, тренер, четырёхкратный чемпион мира, заслуженный мастер спорта СССР (1991).

## Биография
Начал играть в хоккей с шайбой в 10 лет на стадионе «Красный Октябрь» в соседнем с Красногорском городе Тушино по примеру своего старшего брата. В возрасте 14-ти лет перешёл в хоккей с мячом в школу красногорского «Зоркого» в группу к тренеру Михаилу Константиновичу Девишеву.
По его собственному признанию, он сразу выбрал позицию полузащитника, потому что очень любил владеть мячом.
В высшей лиге чемпионата СССР Валерий Грачёв начал выступать в 1983 году в составе красногорской команды «Зоркий», в 1984 году перешёл в московское «Динамо» для прохождения военной службы.
Выступал за красногорский «Зоркий» (1983/1984, 1991—1993, 2006—2008); московское «Динамо» (1984—1991); шведские «Фалун» (1993—2000), «Венерсборг» (2000—2003, 2005/2006) и «Блосут» (2009—2013).
В чемпионатах СССР и России провёл 257 матчей, забил 100 мячей («Зоркий» — 113, 65; «Динамо» (М) — 144, 35).
За сборные СССР и России провёл 139 матчей, забил 80 мячей. Капитан сборной России в 1994—2002 годах.
Работал играющим тренером сборной России в 2001—2003 годах и «Венерсборга» в сезонах 2002/2003, 2005/2006.
Главный тренер «Зоркого» в 2003—2005 годах, играющий тренер в 2006—2008 годах.
В 2009 году вернулся в Венерсборг, где работал спортивным менеджером клуба Дивизиона 1 «Варген» (Vargöns BK), в сезоне 2009/2010 играл за клуб Дивизиона 1 «Блосут» (Blåsut BK) и помог команде выйти в Аллсвенскан, в 2010—2013 годах был играющим тренером «Блосута», в начале сезона 2012/2013 покинул команду по семейным обстоятельствам, но в середине сезона вернулся в команду.
С июня 2014 года по март 2017 года являлся старшим тренером иркутской команды «Байкал-Энергия».
После матча чемпионата России по хоккею с мячом между архангельским «Водником» и иркутской «Байкал-Энергии», в котором все 20 голов были забиты в свои ворота (9-11), старший тренер «Байкал-Энергии» Валерий Грачёв был дисквалифицирован на 2 года.
В конце сезона 2017/2018 года был назначен главным тренером команды «Зоркий» (Красногорск), в первой половине сезона 2018/2019 работал в команде старшим тренером, во второй половине сезона исполнял обязанности главного тренера.
В сезоне 2019/2020 возглавлял финский клуб «Вейтеря».
Его сын — Илья — игрок в хоккей с мячом. Выступал с отцом в «Блосуте» в сезоне 2010/2011.

## Спортивные достижения
как игрок

 Чемпион СНГ (1992)

 Чемпион России (1993)

 Серебряный призёр чемпионата СССР (1987, 1988)

 Бронзовый призёр чемпионата СССР (1986, 1991)

 Серебряный призёр чемпионата России (2007, 2008)

 Финалист плей-офф чемпионата Швеции (1999)

 Обладатель Кубка СССР (1987)

 Финалист Кубка СССР (1988, 1989, 1991)

 Обладатель Кубка России (1993)

 Финалист Кубка России (2006, 2007)

 Обладатель Кубка европейских чемпионов (1992)

 Обладатель Кубка мира (1998)

 Финалист Кубка мира (1987, 1996, 2006)

 Серебряный призёр Спартакиады народов РСФСР (1988)

 Чемпион мира (1989, 1991, 1999 и 2001)

 Серебряный призёр чемпионата мира (1993, 1995, 1997 и 2003)

 Победитель Международного турнира на приз газеты «Советская Россия»/призы Правительства России (1988, 1998, 2000, 2002)

 Серебряный призёр Международного турнира на призы Правительства России (1996)

 Бронзовый призёр Международного турнира на приз газеты «Советская Россия»/призы Правительства России (1990, 1992, 1994)
- Входил в список «22-х лучших» игроков сезона (1988, 1989, 1991, 1992, 1993, 2008)
- Лучший полузащитник сезона (1991, 1992, 1993)
- Лучший игрок чемпионата мира (2001)[29]
- Символическая сборная чемпионата мира (1999)
- Лучший полузащитник Международного турнира на призы Правительства России (1996)
- Символическая сборная Международного турнира на призы Правительства России (2002)
- Символическая сборная Кубка мира — 1996, 1999

как тренер

 Бронзовый призёр чемпионата России (2004)

 Финалист плей-офф чемпионата Финляндии (2020)

 Финалист Кубка Финляндии (2020)

### Комментарии
1. ↑  Количество игр и голов за клуб(ы) в высшем дивизионе чемпионатов СССР/СНГ/России